# گمینا تارناواتکا
گمینا تارناواتکا (به لهستانی:  Gmina Tarnawatka) یک گمینا در لهستان است که در شهرستان توماشوف لوبلسکی واقع شده‌است. گمینا تارناواتکا ۸۲٫۶۶ کیلومتر مربع مساحت و ۴٬۰۳۱ نفر جمعیت دارد.